# Peces de fondo

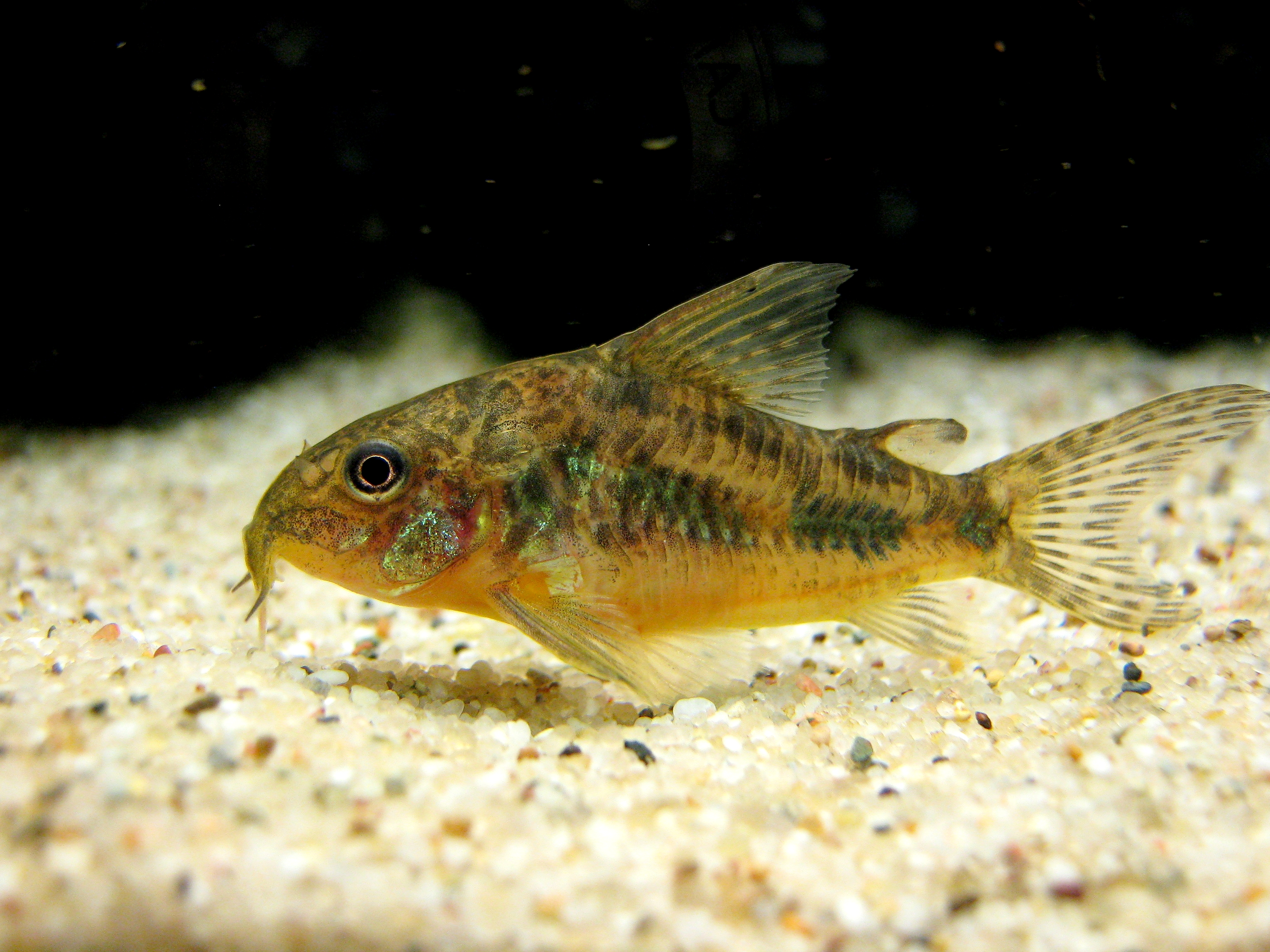
Los barrefondos (Corydoras) peces de fondo comúnmente usados para mantener limpios los acuarios de agua dulce.

Un pez de fondo es un animal acuático que se alimenta sobre (o cerca de) el fondo marino. Los biólogos a menudo utilizan los términos benthos, particularmente para invertebrados como mariscos, cangrejos, cangrejos de río, anémonas de mar, estrellas de mar, caracoles, lombrices y pepinos de mar; y bentívoros, para peces e invertebrados que se alimentan de material del fondo. Sin embargo, el término bentos incluye toda la vida marina que vive en o cerca del fondo, lo que significa que también incluye a los no-animales, como las algas. Los biólogos también usan términos específicos que se refieren a peces que se alimentan en el fondo, como peces demersales, bentónicos o bentopelágicos. Ejemplos de grupos de especies de peces que se alimentan en el fondo son los pleuronectiformes (peces planos como el  halibut, la platija, la solla o el lenguado), los anguilliformes (anguilas, bacalao, eglefino, lubina, mero, carpa, pagros) y algunas especies de bagre y tiburón.

## Estrategias de alimentación
Algunos bentos son detritívoros. [5] Esta estrategia de alimentación les permite aprovechar el material orgánico muerto que desciende hasta el piso. [6] En los ambientes oceánicos, esta deriva descendente de los detritos se conoce como nieve marina. [7] Los peces de fondo pueden recoger los detritos manualmente (como lo hacen algunas especies de cangrejo) o filtrarlos fuera del agua mediante alimentación por suspensión. [5] Este reciclaje de materia orgánica es importante para la salud de muchos ambientes acuáticos, ya que les ayuda a mantener varios ciclos biogeoquímicos. [5] En 2014, se informó que los peces que habitan el fondo del mar profundo absorben dióxido de carbono al comer criaturas como medusas y cefalópodos, lo que permite que el gas sea contenido en el fondo del mar en lugar de ser reciclado nuevamente a la atmósfera. [8]

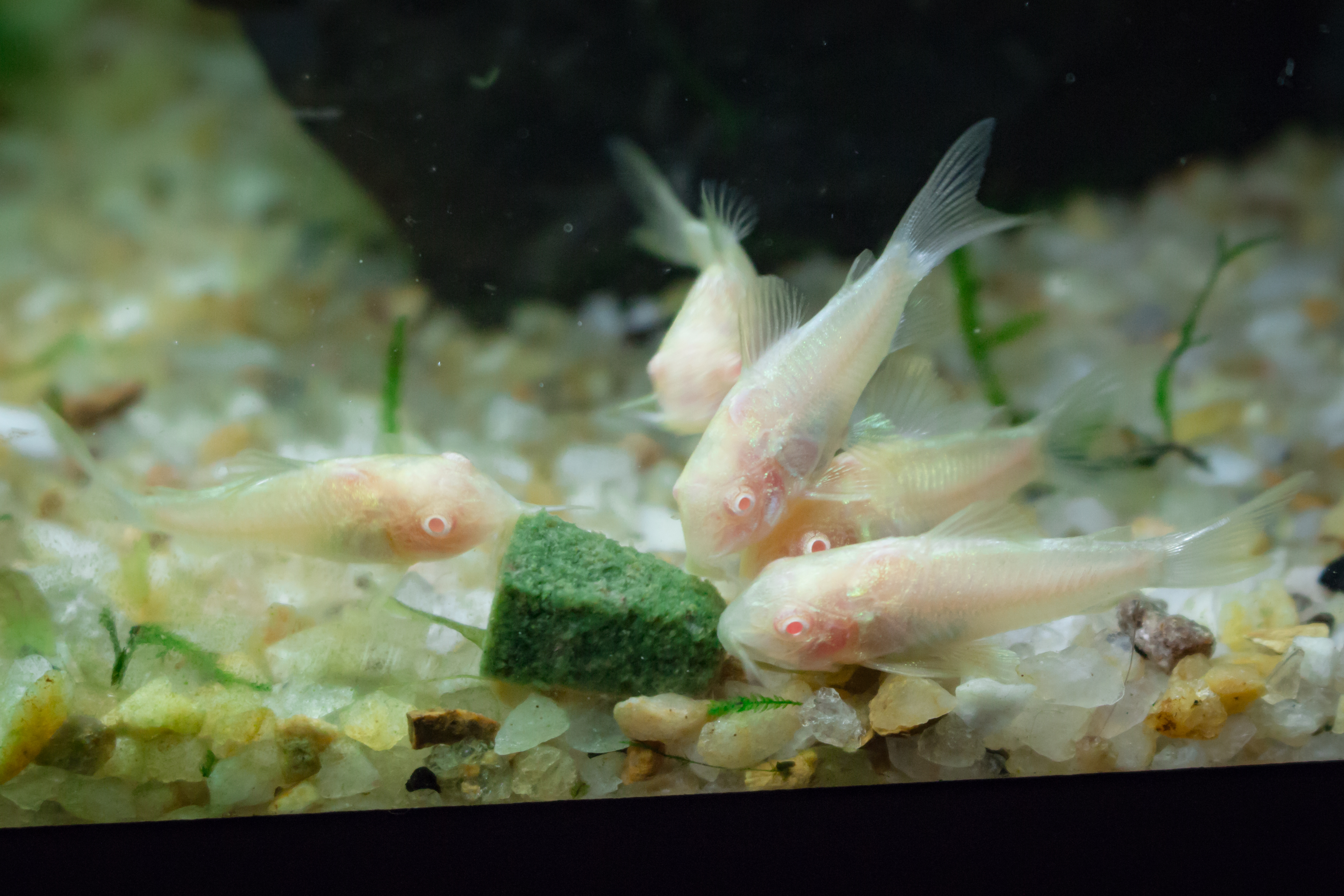
Cardumen de Corydoras Albinas

## Fisiología
En los peces, la mayoría de los bentos exhiben una región ventral plana para descansar más fácilmente su cuerpo sobre el sustrato. [13] La excepción está dada por el pez plano, que está deprimido lateralmente pero yace de lado. [13] Además, muchos exhiben lo que se denomina una boca "inferior", lo que significa que la boca apunta hacia abajo; esto es beneficioso ya que su comida a menudo se encuentra debajo de ellos, en el sustrato. [13] Los comederos inferiores con bocas que apuntan hacia arriba, como los uranoscópidos, tienden a capturar presas de natación. [14] Algunos peces planos, como el halibut, en realidad tienen un ojo "migratorio" que se mueve hacia el lado de arriba del pez a medida que envejece. [13]

## Cuidado del acuario
En el acuario, los peces de fondo son populares ya que se considera que limpiarán las algas que crecen en el tanque. En general, solo son útiles para consumir los alimentos frescos que dejan el resto de los peces, lo cual es muy útil debido a que su acumulación generará mayor suciedad dentro del acuario [15]. Otros peces de fondo se venden más específicamente como "comedores de algas" para aumentar la cantidad de oxígeno libre y mejorar el atractivo estético de la pecera. [16]